# Povl Anker (schip, 1978)
M/S Povl Anker (bouwjaar 1978) is een passagiersschip van de Deense rederij BornholmerFærgen met een capaciteit van ca. 262 personenauto's en 1500 passagiers; iedere passagier moet een zitplaats hebben. Met 4 Alpha-dieselmotoren en 12.472 pk (4 maal 3.118 pk) wordt een topsnelheid behaald van 19,5 knopen.
M/S Povl Anker is vernoemd naar de vrijheidsstrijder Povl Anker, een van de deelnemers aan de Bornholmse opstand van 1658.

## Route

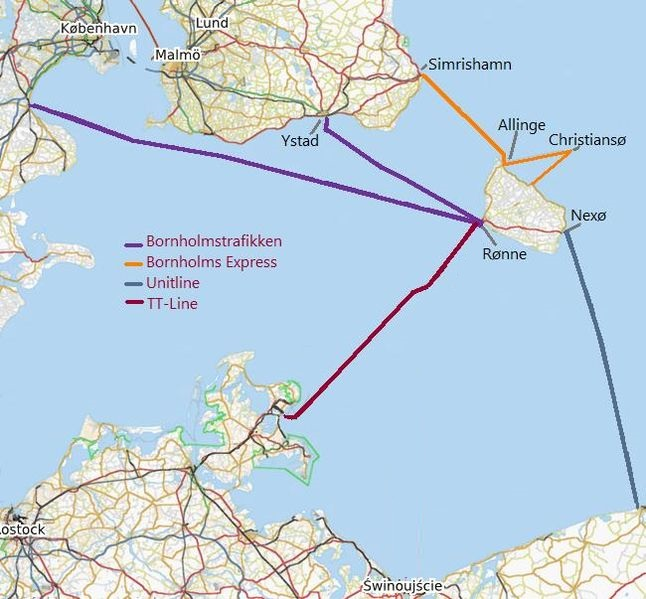
Route Rønne - Ystad v.v. en Rønne - Sassnitz v.v.

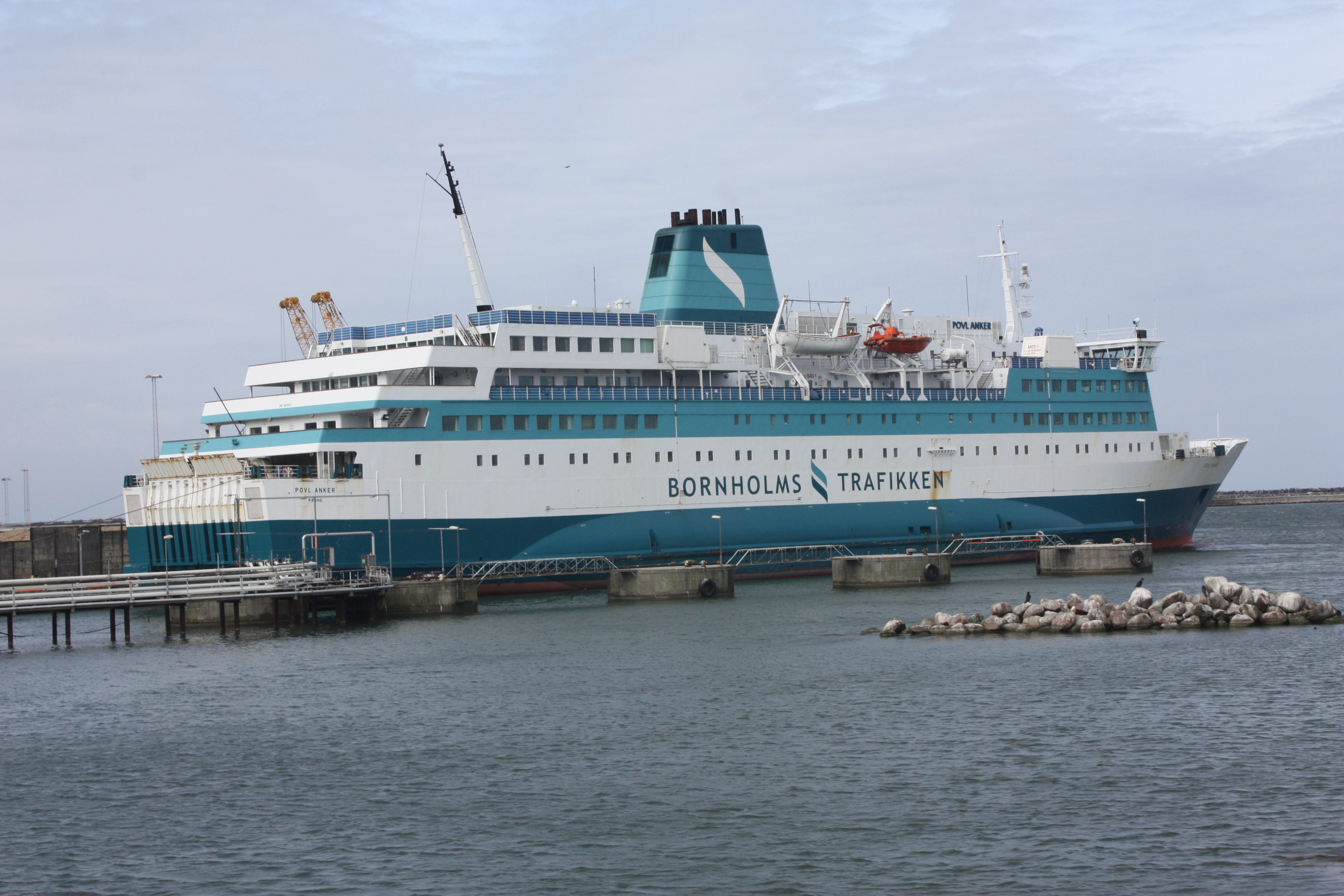
M/S Povl Anker in Rønne-haven

M/S Povl Anker vaart de diensten tussen Rønne en Sassnitz, en bij drukte ook tussen Rønne en Ystad. Wanneer een van de schepen uitvalt wordt de Povl Anker ingezet. Ook bij zeer slecht weer of ijsvorming wordt de Povl Anker op de hoofdroute ingezet. Alleen bij extreme storm en golven van ruim 4 meter wordt ook de Povl Anker uit de vaart genomen.

## Zusterschip
- M/S Eckerö